# Entente sportive Saintes Football
 (octobre 2023).
Si vous disposez d'ouvrages ou d'articles de référence ou si vous connaissez des sites web de qualité traitant du thème abordé ici, merci de compléter l'article en donnant les références utiles à sa vérifiabilité et en les liant à la section « Notes et références ».
Maillots
Dernière mise à jour : 17 octobre 2023.
L’Entente Sportive Saintes Football est un club de football français situé à Saintes en Charente-Maritime.
Le club évolue en Régional 2 (D7) de la Ligue de football Nouvelle-Aquitaine.

## Histoire
Sous le nom d'US Saintes, section football fondée en 1946 : 
- Six saisons en Division 3 entre 1975 et 1982
- Quatre saisons en Division 4 en 1983-1984 puis entre 1989 et 1992
- Quatre saisons en CFA 2 entre 1994 et 1996 puis entre 2001 et 2003.

En 2003, le club est relégué en en Division d'Honneur de la Ligue du Centre-Ouest de football.
En 2006, le club est rebaptisé Entente sportive Saintes Football.

## Couleurs et blason
Le club joue avec un maillot bleu à parement rouge, un short et des bas bleus. 

Blason de 2006 à 2020.
Logo actuel depuis 2020.

| \| Saintes \| Le club est basé à · Saintes en Charente-Maritime. |
| Saintes                                                          |

## Résultats sportifs

### Palmarès
- Champion de Division d'Honneur (DH) du Centre-Ouest[5] : 1941, 1943 ,1975, 1978, 1989,1994, 2001
- Vainqueur de la Coupe du Centre-Ouest[6] : 1951, 1979

### Coupe de France
Les meilleurs résultats du club sont des 32e de finale :
- 1969-1970 contre l'US Le Mans.
- 1974-1975 contre le SEC Bastia.
- 1978-1979 contre l'AS Angoulême.
- 1989-1990 contre le Stade brestois.

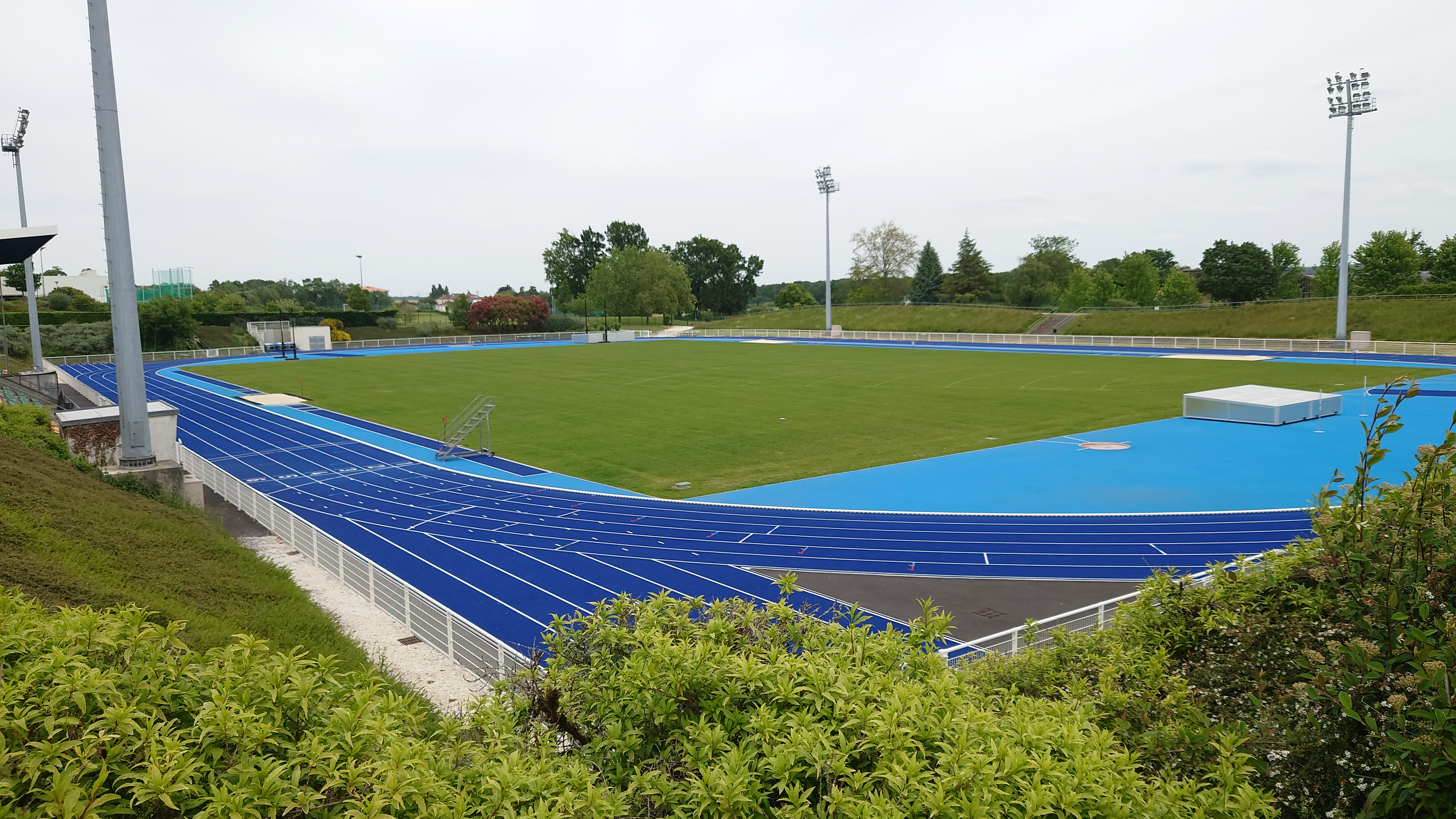
C'est au stade Yvon Chevalier de Saintes que l'Entente Sportive Saintaise joue ses matches à domicile.

- 1995-1996 contre l'AS Saint-Étienne.

## Anciens joueurs
- Thierry Gros
- Jean-Pierre Sallat
- Frédéric Zago

## Anciens entraîneurs
- 1984-1985 :  Jan Banaś
- 1997-1998 :  Gilles Brisson
- 1998-1999 :  Frédéric Zago
- 2002-2004 :  Bruno Steck